# Adam Mitchell (Doktor Who)
Adam Mitchell – postać fikcyjna związana z brytyjskim serialem science-fiction pt. Doktor Who, w którą wcielił się Bruno Langley. Postać ta była towarzyszem dziewiątego Doktora. Adam pojawił się w dwóch odcinkach pierwszej serii pt. Dalek i Długa gra.

## Za kulisami
Postać Adama Mitchella powstała wraz z postacią Henry'ego van Stattena i tak jak cały odcinek Dalek była inspirowana w dużej mierze słuchowiskiem Jubilee. Intencją zespołu produkcyjnego było przyłączenie Adama do załogi TARDIS, dlatego opracowano sympatię towarzyszki Doktora, Rose względem niego. Langleya wybrano do tej roli głównie ze względu na jego rolę w Coronation Street jako Todd Grimshaw. Dostał on tę rolę w tym samym dniu, w którym rozgłos przyniosła wieść o jego odejściu z Coronation Street. W reakcji na to Langley powiedział: "Nie mogłem prosić o lepszą następną rolę, co Doktor Who to kolejna wielka instytucja".
W książce Doctor Who: The Inside Story Davies wyjaśnia: "zawsze chciałem zrobić show z lichym towarzyszem", a Adam pasuje do określenia "towarzysza, którym on nie mógł być". W odcinku Doktor Who: Ściśle tajne Davies charakteryzuje Adama jako "trochę ambitnego" i "trochę zbyt mądrego dla własnego dobra". Langley dodał, że postać kończy "po złej stronie torów" i "myśli, że jest geniuszem co mu przeszkadza". Wyjaśniając upadek Adama, Davies stwierdził, że "nie zdaje sobie sprawy, że on chce tylko własnego dobra, dopóki nie umieści się go w sytuacji pokusy, w której wiedza, informacje i moc są w zasięgu tak naprawdę przed nim". Davies uznał, że historia Adama dostarcza "okazję zobaczenia kogoś początkującego na tej drodze".
Początkowo było kilka aspektów postaci, które zostały wycięte przed pojawieniem się w ekranie. We wczesnym fazie projektu Adam miał być synem Henry'ego van Stattena. W komentarzu DVD dla odcinka Długa gra został omówiony przez reżysera Brian Grant i aktora Bruno Langley skrypt motywu Adama, według którego doprowadza on do domu przyszłą wiedzę medyczną, aby wyleczyć chorego ojca. 

## Historia postaci
Adam po raz pierwszy pojawia się w odcinku Dalek. Jest on młodym anglikiem, który w 2012 roku pracuje jako naukowiec u Henry'ego van Stattena, właściciela muzeum pozaziemskich artefaktów w podziemnych bunkrach niedaleko Salt Lake City w USA. Kiedy Doktor i Rose przybywają do bunkrów, zaprzyjaźnia się z Rose, pokazując jej swoje odkrycia i wynalazki. Na jej prośbę zaprowadza on ją do daleka, którego nieświadomie ona ożywia. Razem uciekają przed dalekem, lecz tylko Adamowi udaje się uciec, natomiast Rose nie zdążyła przed zamykającą się grotą. Kiedy jednak udaje się jej uciec, Rose przekonuje Doktora by do podróży wziąć Adama, na co on się zgadza, lecz na jej odpowiedzialność.
Kiedy TARDIS materializuje się na Satelicie 5 w 200 000 roku w odcinku Długa gra, Adam jest zszokowany, a kiedy Doktor opowiada o Ziemi w tym czasie, mdleje. Adam kuszony bogactwem informacji i technologii dostępnych dla niego postanawia zainstalować w swojej głowie czip, dzięki któremu następnie pobiera informacje, które nagrywa na automatyczną sekretarkę w swoim domu. Okazuje się, że w ten sposób Edytor, który w tym czasie więził Doktora i Rose, dowiedział się o nich kim są. Kiedy Doktorowi oraz Rose udało się uciec przy pomocy Cathricy, Doktor odwozi Adama do jego domu i pozostawia go z chipem w głowie, wyglądającym na dziurę w głowie. Chwilę później do domu wraca matka Adama, która przez przypadek zauważa chip.

## Występy telewizyjne
| Historia       | Historia         | Data premiery    | Źródło         |
| Nazwa polska   | Nazwa oryginalna | Data premiery    | Źródło         |
| Seria 1 (2005) | Seria 1 (2005)   | Seria 1 (2005)   | Seria 1 (2005) |
| -------------- | ---------------- | ---------------- | -------------- |
| Dalek          | Dalek            | 30 kwietnia 2005 | [ 9 ] [ 7 ]    |
| Długa gra      | The Long Game    | 7 maja 2005      | [ 10 ] [ 8 ]   |